# Inés Arrimadas García
Inés Arrimadas García, kortweg Inés Arrimadas (Jerez de la Frontera, 3 juli 1981) is een Spaans advocate en politica van de liberale partij Ciudadanos-Partido de la Ciudadanía (Cs), waarvoor zij sinds 2019 woordvoerster is in het nationale congres. 
Daarvoor zat zij in het Catalaanse regioparlement, waar zij leidster van de oppositie was tegen de independentistische regeringen van Carles Puigdemont en Quim Torra sinds 2015. In 2017 won haar partij Cs onder haar leiding die verkiezingen, maar omdat de partijen die voor de onafhankelijkheid voor Catalonië zijn samen een meerderheid hadden, kon zij geen regiopresidente worden.
- Gemeinsame Normdatei: 1149303387
- Virtual International Authority File: 4239151433040356420004
- WorldCat: E39PBJj4x3YcM7RJqy4gq9BXVC